# Cerynea vivida
Cerynea vivida är en fjärilsart som beskrevs av W. Warren 1913. Cerynea vivida ingår i släktet Cerynea och familjen nattflyn. Inga underarter finns listade i Catalogue of Life.